# Carrier Carrosserie
Pour les articles homonymes, voir Carrier (homonymie).
Carrier Carrosserie était une entreprise française implantée à Alençon (Orne), rachetée en 2000 par le vendéen Fast Concept Car.
Elle produit, à côté de sa gamme autocars qui constitue la grande partie de l'activité, des bennes et remorques.

## De l'Île-de-France à la Normandie
La société voit le jour vers 1880, dans la banlieue Nord de Paris.
Au milieu du siècle suivant, Carrier change plusieurs fois de raison sociale, et ouvre en 1962 une unité de production à Alençon.
Les normands d'adoption travaillent dès lors dans cette nouvelle usine, principalement avec deux groupes : RVI (Renault Trucks) et Ponticelli Frères, à travers sa branche véhicules industriels, PVI. Le premier fournissant les propulseurs, le second le châssis.
Cela donne des réalisations comme le Renault-Carrier PC35, midicar d'une trentaine de places. Plus célèbre encore, le Carrier-Ponticelli Scoler 1, répandu comme autocar scolaire. Beaucoup d'exemplaires finissent leur parcours en centre de formation, aux mains de candidats au permis D.

## Une dynamique nouvelle
La reprise de l'entreprise Carrier par  "Fast Concept Car" en 2000 confirma cette orientation de dessertes de lignes régulières-scolaire.
Le site d'Alençon fut modernisé, réaménagé de façon à accroître progressivement la capacité de production, aux alentours d'une dizaine d'unités à la semaine. Pour une main d'œuvre globale de 250 salariés. Principaux modèles fabriqués: autocar Scoler nouvelle génération sur châssis MAN, modèle Starter, et Syter…
Mais l'usine périclite lentement à cause de pertes de marchés et surtout de problèmes financiers mal gérés par son nouveau propriétaire, "Fast Concept Car". Celui ci prélève la somme de 5,5 millions d'Euros en Aout 2013 pour remboursement de ses avances. 
Dès lors l'entreprise Carrier n'a plus de liquidité pour payer ses fournisseurs et dépose le bilan.
L'entreprise "Carrier Carrosserie" est liquidée en Janvier 2014 et l'usine d'Alençon ferme.
Tous les actifs et biens de l'entreprise alençonnaise ont été vendus aux enchères par le liquidateur.
Le repreneur Fast Concept Car obtient le 5 novembre 2014 la signature d'un plan de sauvegarde

## Galerie

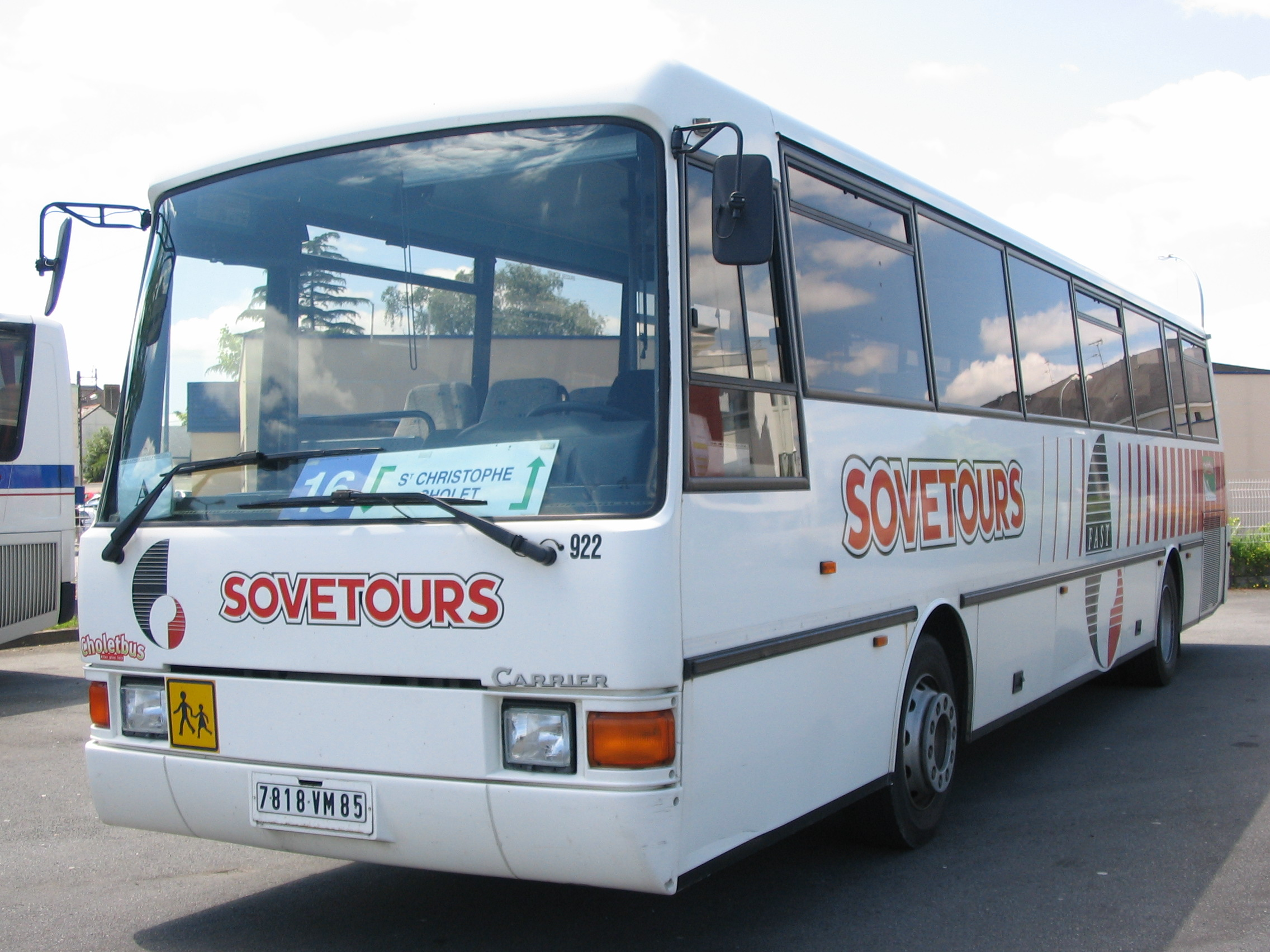
Autocar Carrier-Ponticelli Scoler 1, à Cholet (49).
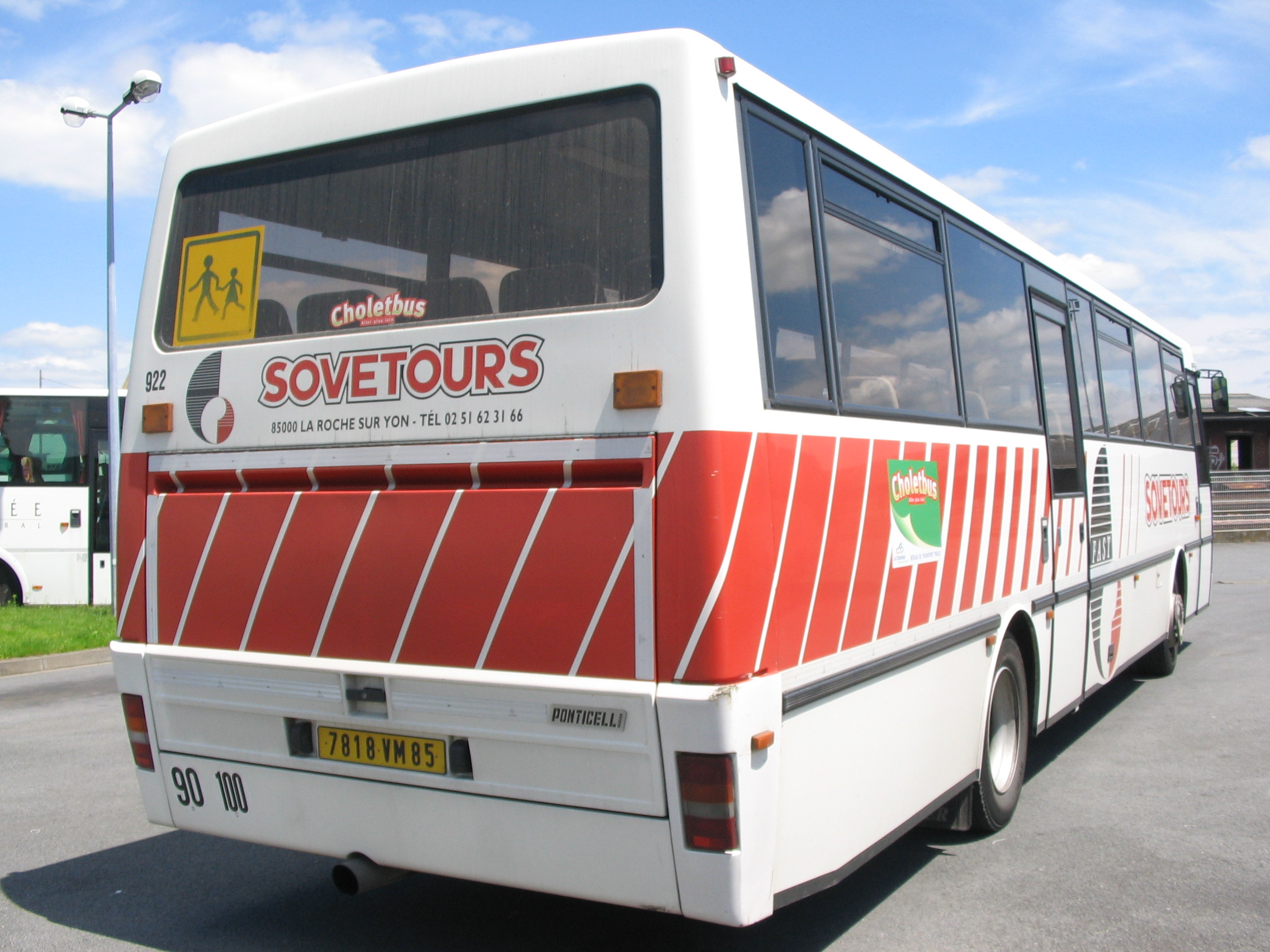
Autocar Carrier-Ponticelli Scoler 1, à Cholet (49).
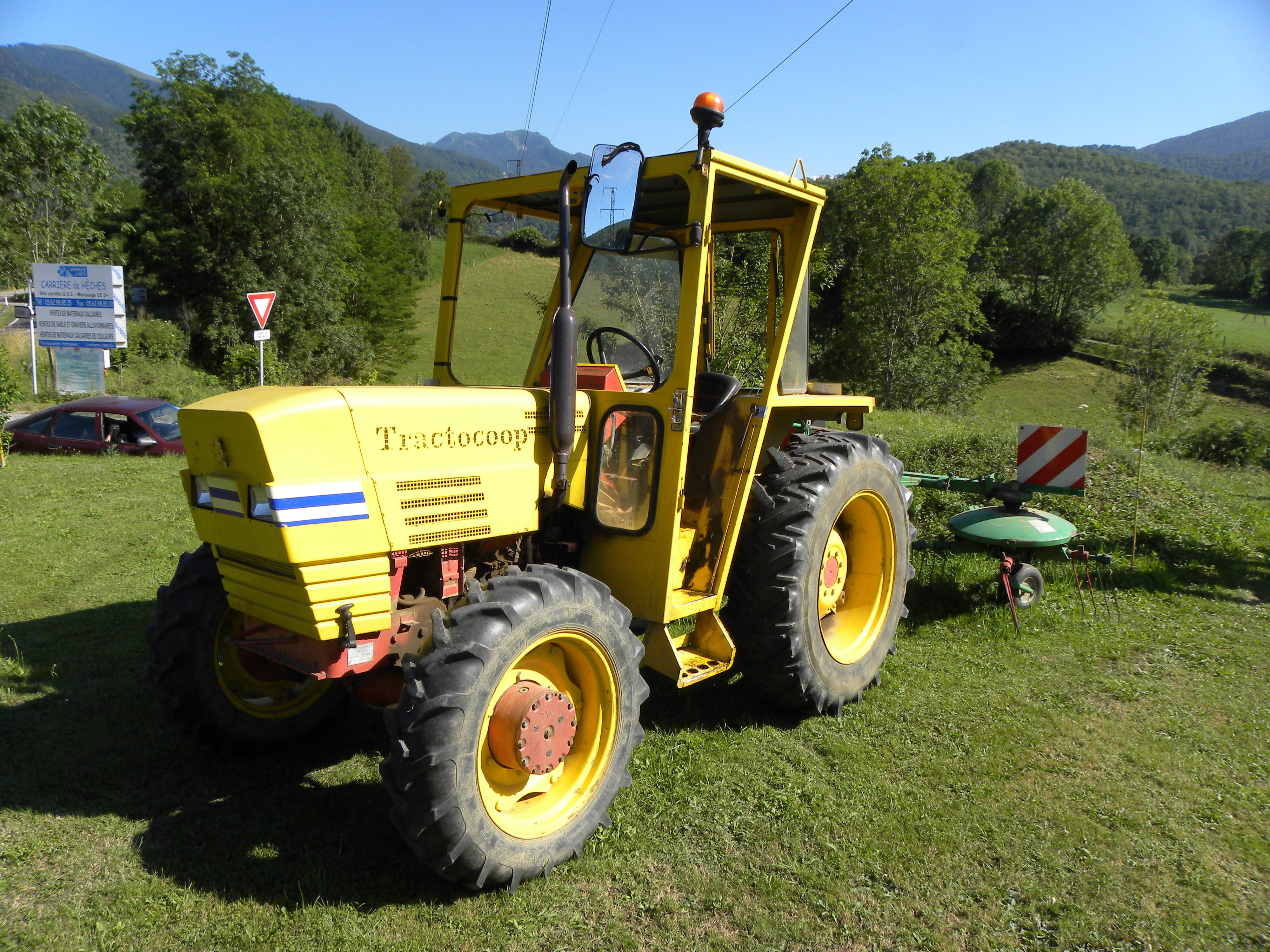
Tracteur Tractocoop 644 dont la carrosserie et le montage était effectué par Carrier en 1981.